# 揭阳学宫
23°32′19″N 116°21′05″E / 23.53861°N 116.35139°E
揭阳学宫，又称“揭阳孔庙”位于中国广东省揭阳市榕城区韩祠路7号，2013年3月被列为第七批全国重点文物保护单位。
南宋绍兴十年（1140年），揭阳复置县，同年建学宫，此为揭阳学宫建置之始。从宋至清，屡经修缮，清光绪二年至七年（1876-1881年）的修建奠定了现有格局。揭阳学宫现存总面积约2万平方米，中轴线为孔庙、东西为县学及配套设施，共分三路建筑。揭陽孔廟佔地大約15,000平方米，由130多間房屋組成，在華南地區規模最大的孔廟之一。在揭陽，人們習慣把孔廟稱做「學宮」，顧名思義這是古代讀書的地方。